# Musée Fabergé de Saint-Pétersbourg

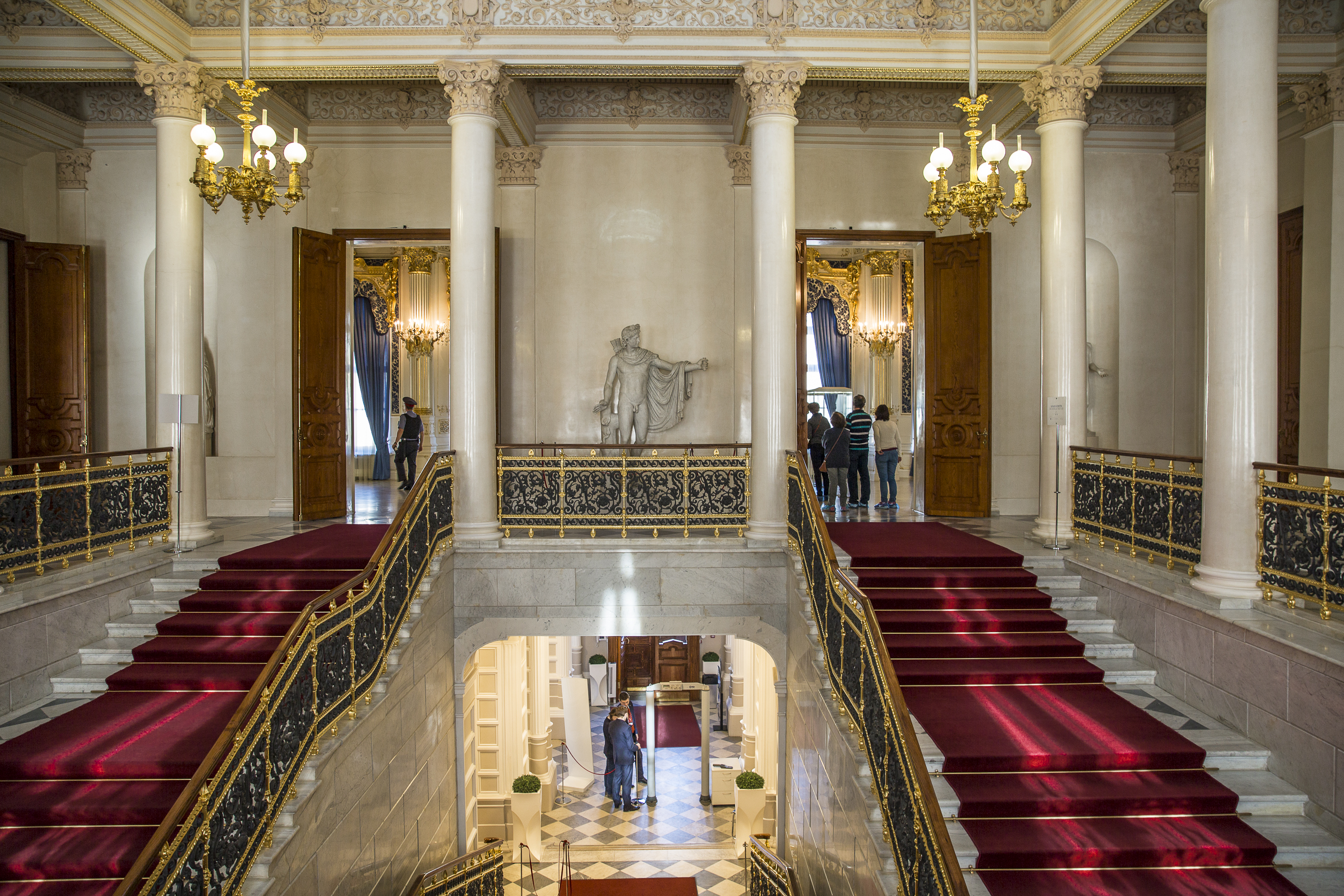
L'escalier principal du musée.

Le musée Fabergé de Saint-Pétersbourg, en Russie, est un musée privé créé par Viktor Vekselberg et sa fondation afin de rapatrier des objets perdus de haute valeur culturelle. Le musée se trouve dans le centre de Saint-Pétersbourg, au sein du palais Narychkine-Chouvalov (en), situé sur les rives de la Fontanka. La collection du musée contient plus de 4 000 œuvres d'arts décoratifs et de beaux-arts, y compris des objets en or, de l'argenterie, des tableaux, des porcelaines et des bronzes. Un de ses points forts est le groupe de neuf œufs de Pâques impériaux créés par Fabergé pour les deux derniers tsars.

## Fabergé
La Maison Fabergé, installée à Saint-Pétersbourg depuis 1842 a été le joaillier fournisseur principal de la cour de Russie impériale entre 1885 et 1917, ainsi que de plusieurs autres cours royales. En plus d’œufs de Pâques, Fabergé a réalisé une grande gamme de bijoux et des œuvres d’art décoratives, dont les plus fameux sont des pierres semi-précieuses et des figures ornées de personnages, d’animaux et des vases avec des fleurs.

## Histoire des collections
L'idée de créer un musée consacré à l'œuvre du célèbre joaillier russe Peter Carl Fabergé est venu à la fondation après l'achat par Vekselberg, en 2004, d'une collection unique de chefs-d'œuvre de Fabergé qui avaient été détenus par Malcolm Forbes. Celui-ci avait réuni une collection de 12 œufs de Fabergé. En février 2004, les héritiers Fabergé souhaitent vendre la collection chez Sotheby mais Elena Gagarine, fille du cosmonaute Iouri Gagarine et directrice des Musées du Kremlin de Moscou, souhaite leur retour en Russie. L'homme d'affaires russe Viktor Vekselberg acquiert l'ensemble de la collection avant les enchères, de gré à gré, pour 100 millions de dollars afin de « rendre à son pays l'un de ses trésors les plus vénérés ».

## Histoire du musée
Depuis l'achat de cette fabuleuse collection, la fondation a commencé à bâtir une collection d'art décoratifs et de beaux-arts russe, contenant actuellement plus de 4 000 œuvres.
La fondation de Vekselberg a commencé à restaurer le Palais Chouvalov (qui est loué par la fondation) à Saint-Pétersbourg en 2006, avec l'objectif d'ouvrir le musée dans le palais. Une somme de travail considérable a été accomplie au cours des sept années afin de recréer l'apparence historique du palais. C'était la première restauration complète du palais durant ses 200 ans d'histoire. La cérémonie officielle d'ouverture du Musée Fabergé a eu lieu le 19 novembre 2013.

## La collection
Le musée détient la plus grande collection d’œufs de Fabergé dans le monde, 15 dont 9 sont des œufs impériaux. Tous sont présentés dans la Salle Bleue du palais Chouvalov. La collection du Musée Fabergé comprend neuf œufs de Pâques Impériaux qui ont été fabriqués sur ordre des deux derniers Tsars Romanov, — les Empereurs Alexandre III et Nicolas II. On voit également un cadre miniature en forme de cœur — symbolisant la surprise de la perte de l'Œuf Mauve de 1897.

## Liste des œufs de Pâques Impériaux
- Premier Œuf à la poule
- Œuf Renaissance
- Œuf Rosebud
- Œuf au carrosse du couronnement
- Œuf au muguet
- Œuf de coq (ou de Chanteclerc)
- Œuf du Quinzième Anniversaire
- Œuf à l’oranger
- Œuf de l'Ordre de Saint-Georges

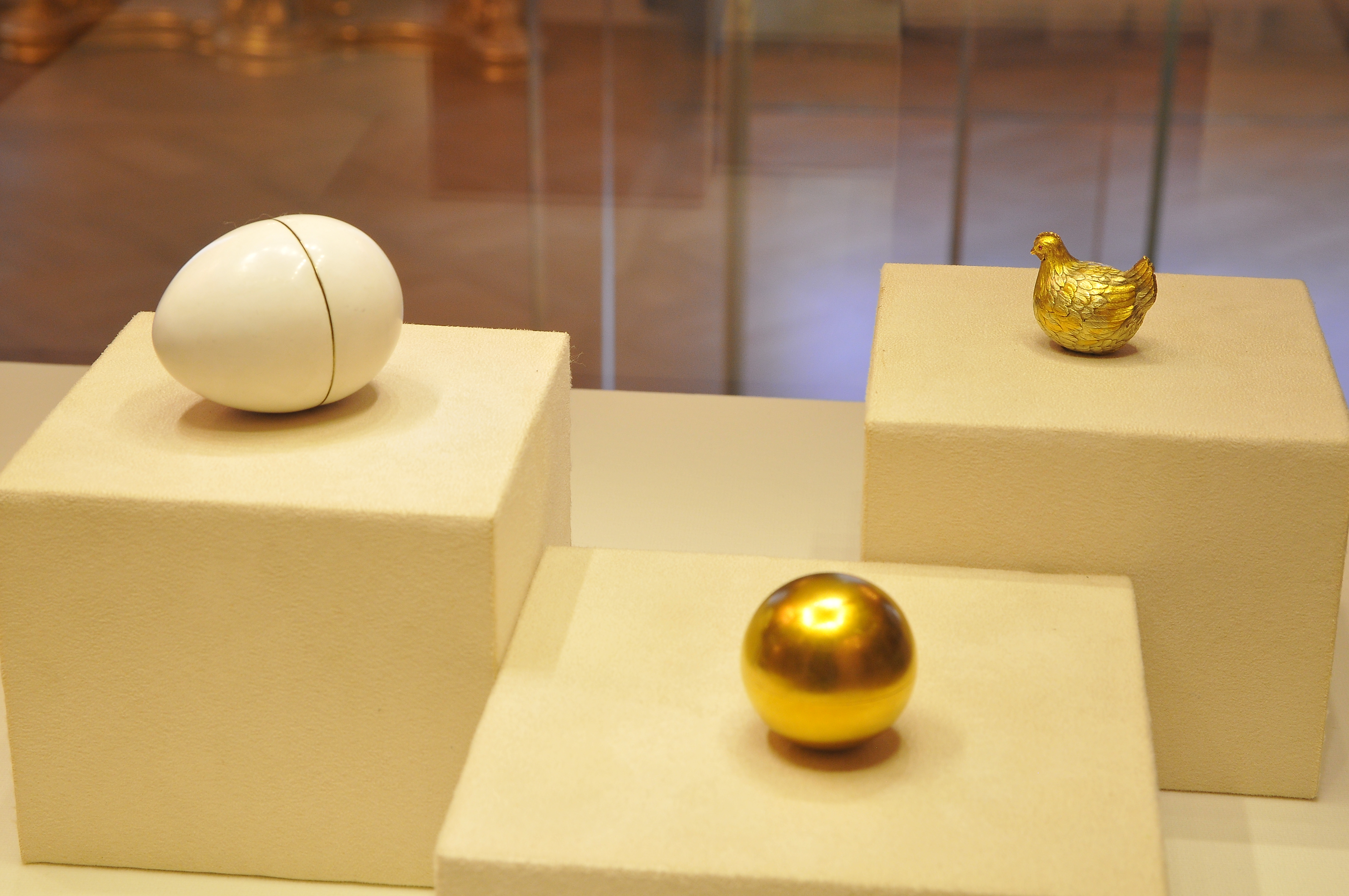
Premier Œuf à la poule.
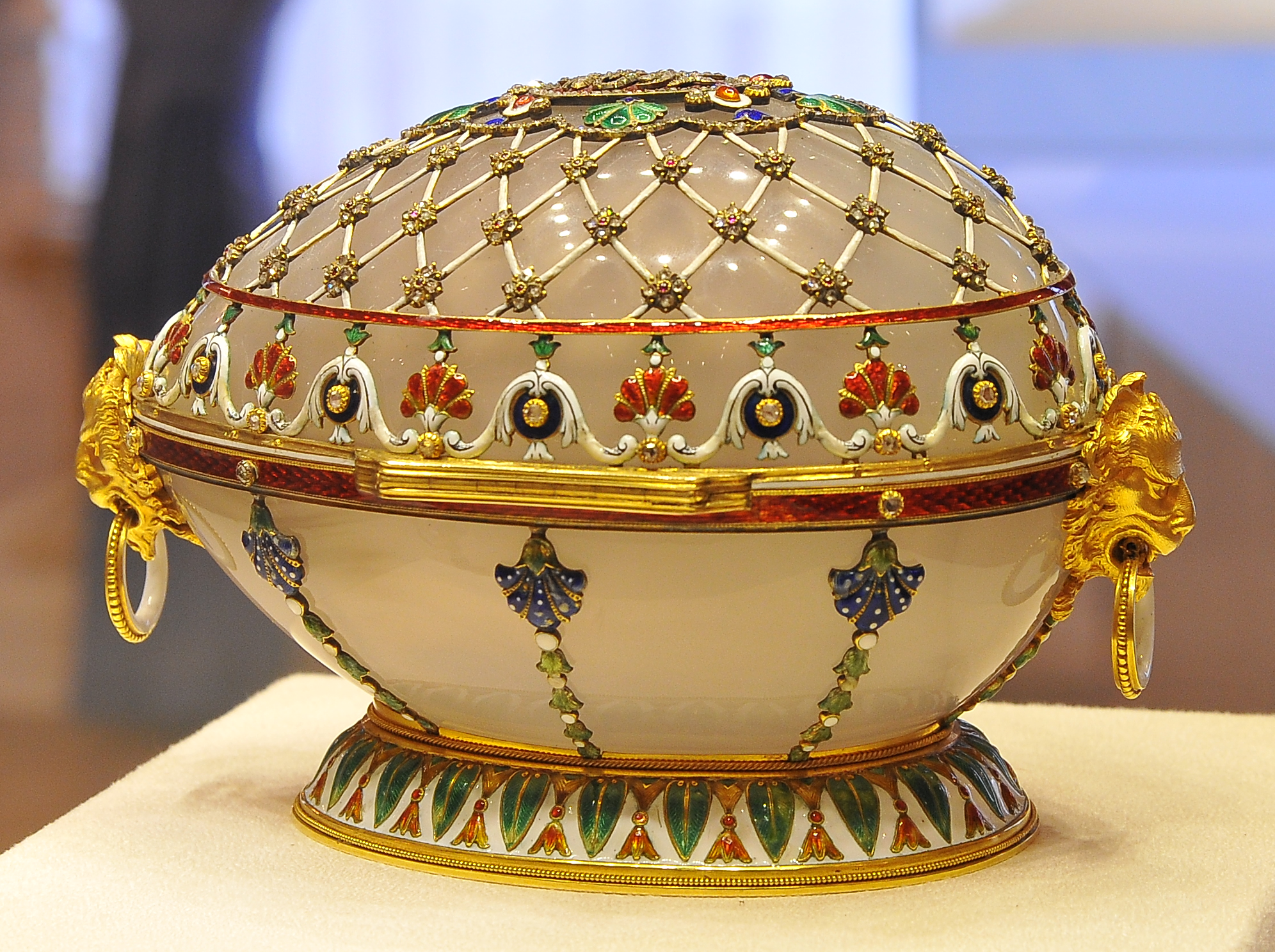
Œuf Renaissance.
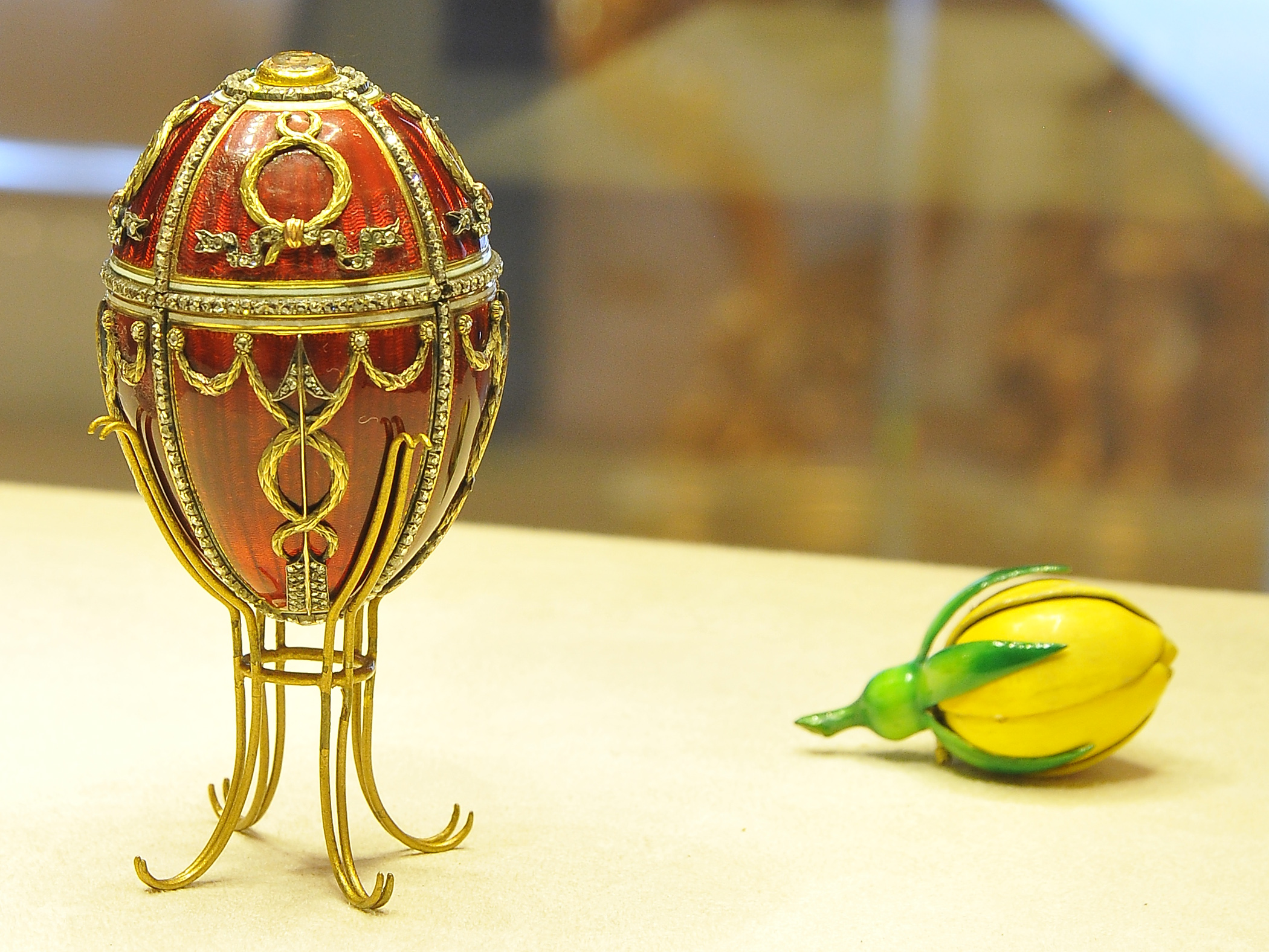
Œuf Rosebud.
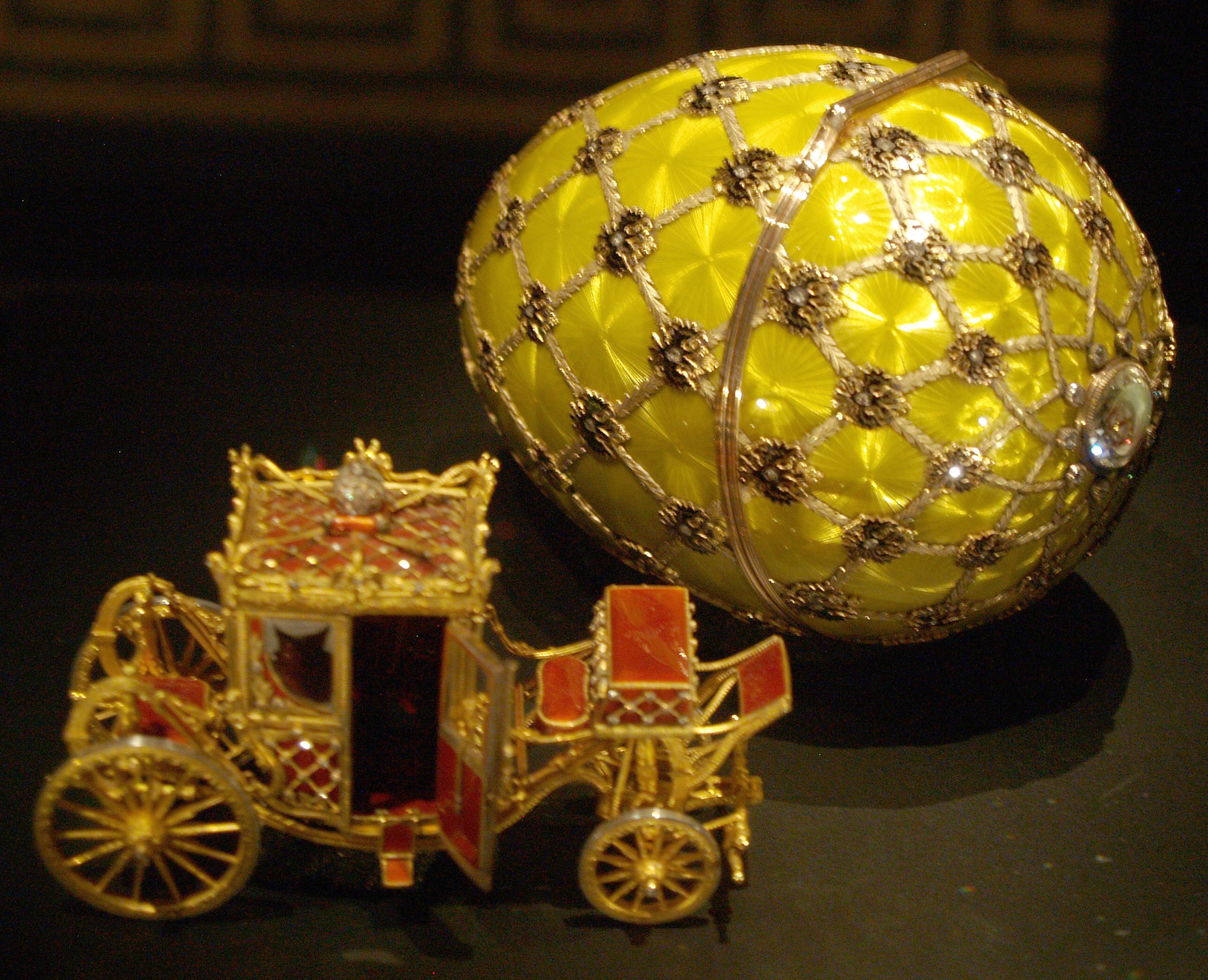
Œuf au carrosse du couronnement.
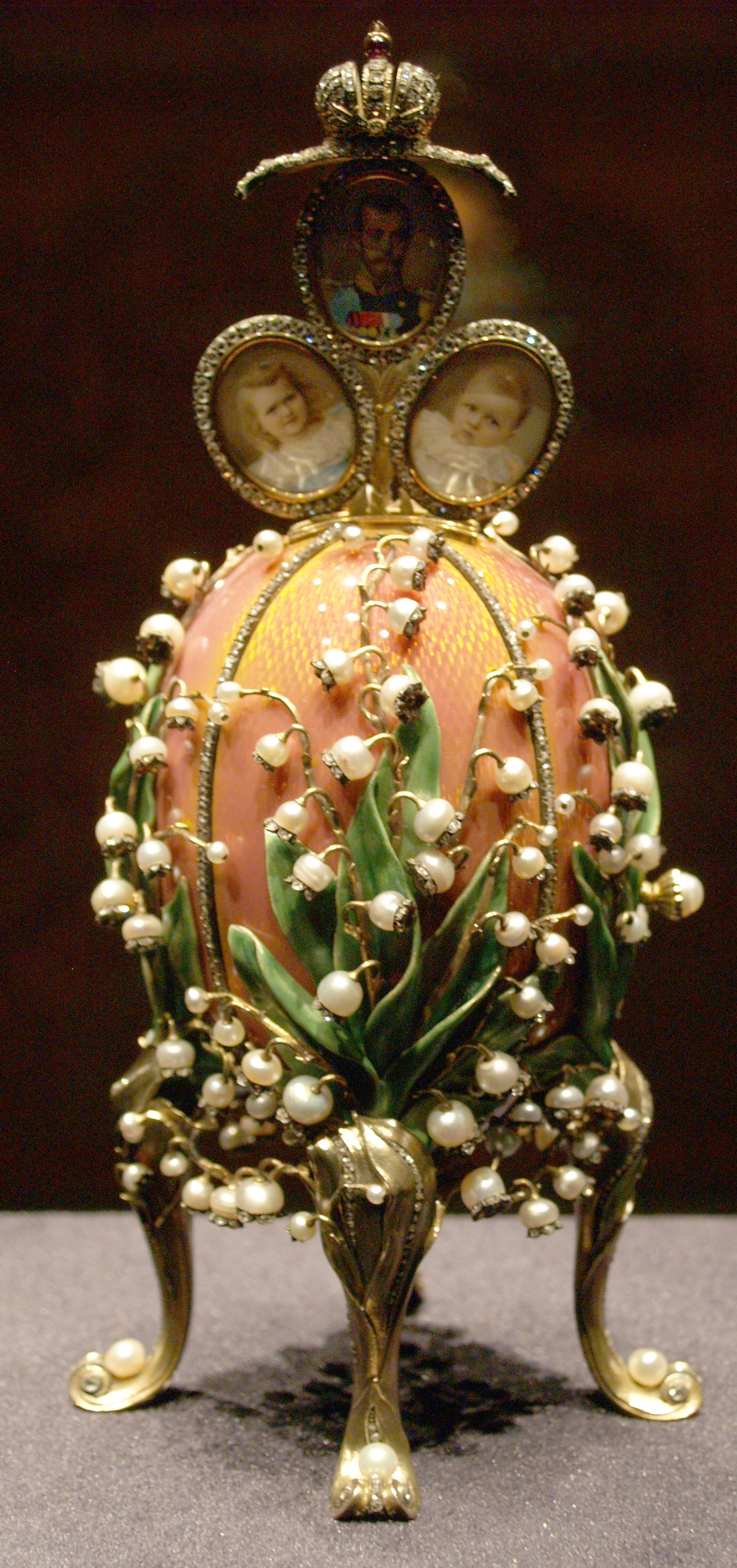
Œuf au muguet.
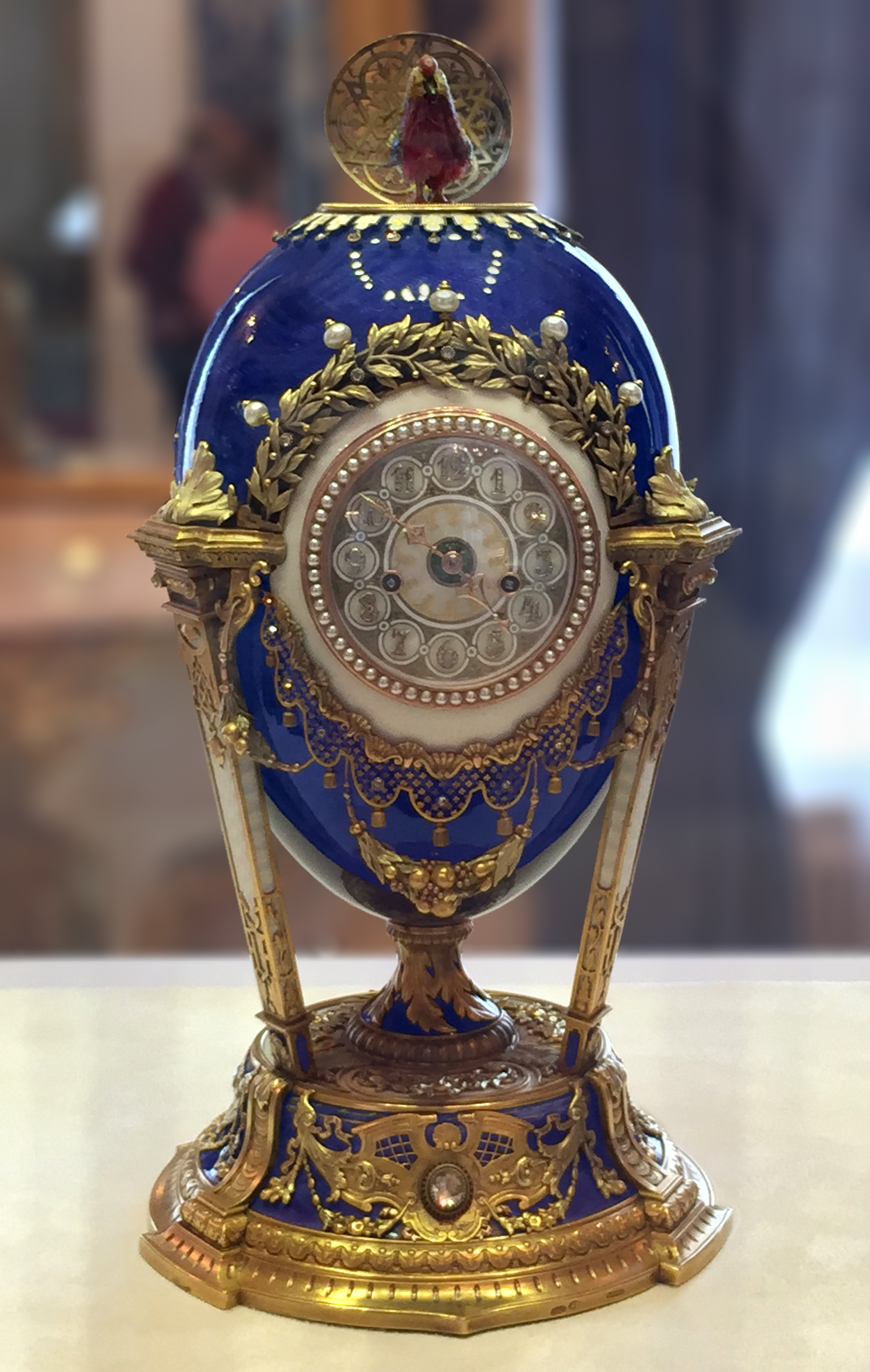
Œuf de coq.
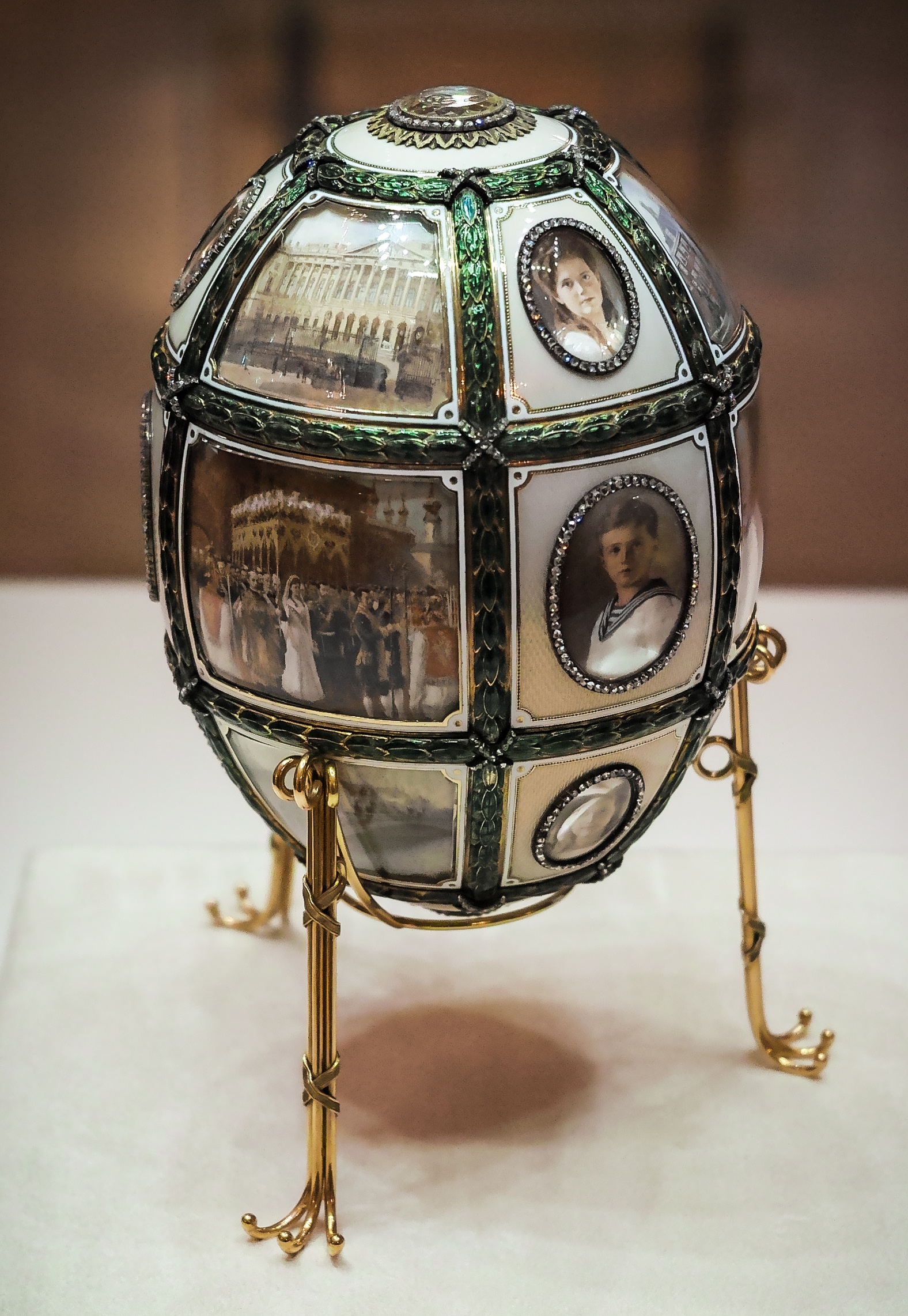
Œuf du Quinzième Anniversaire.
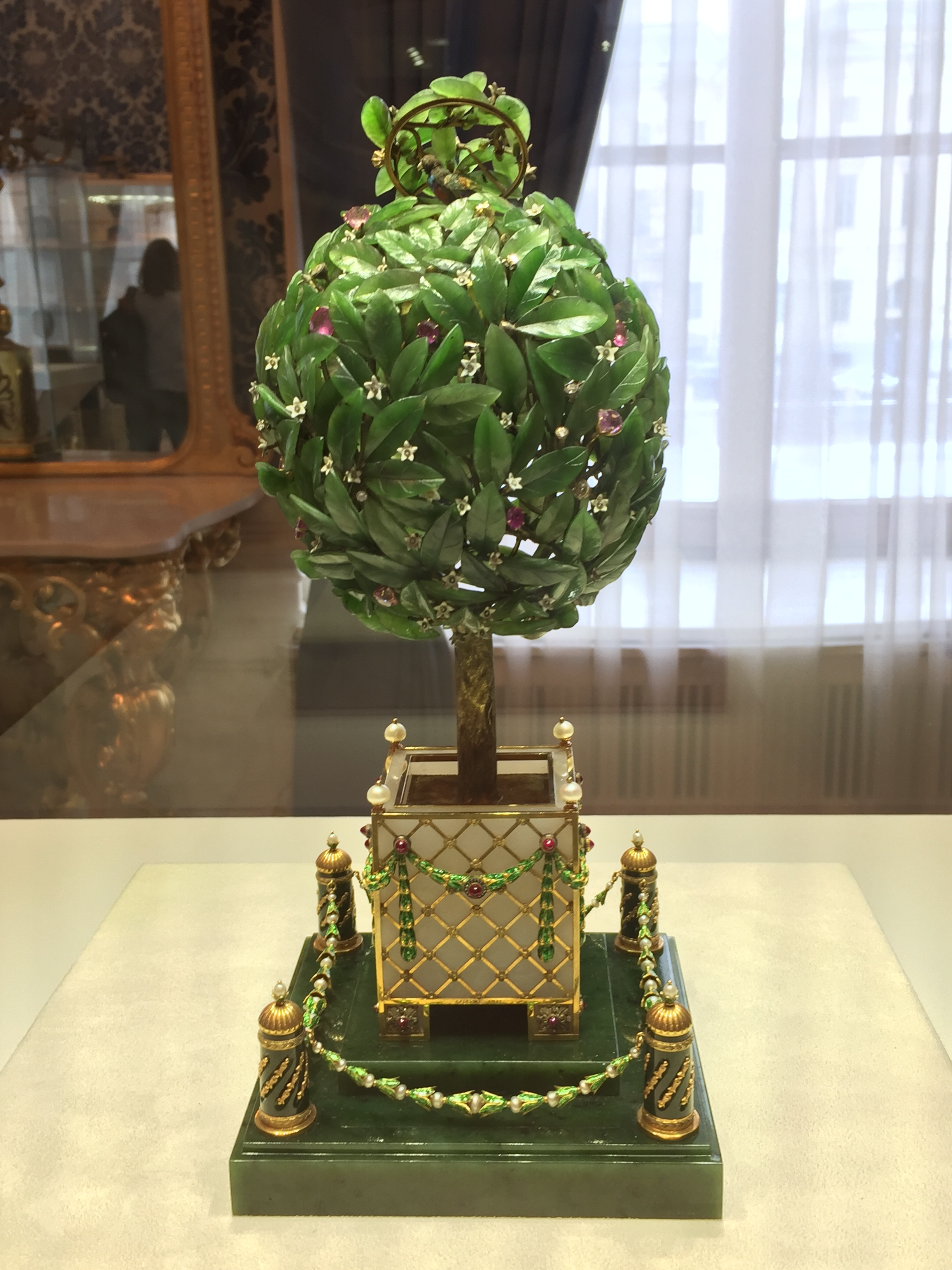
Œuf à l’oranger.
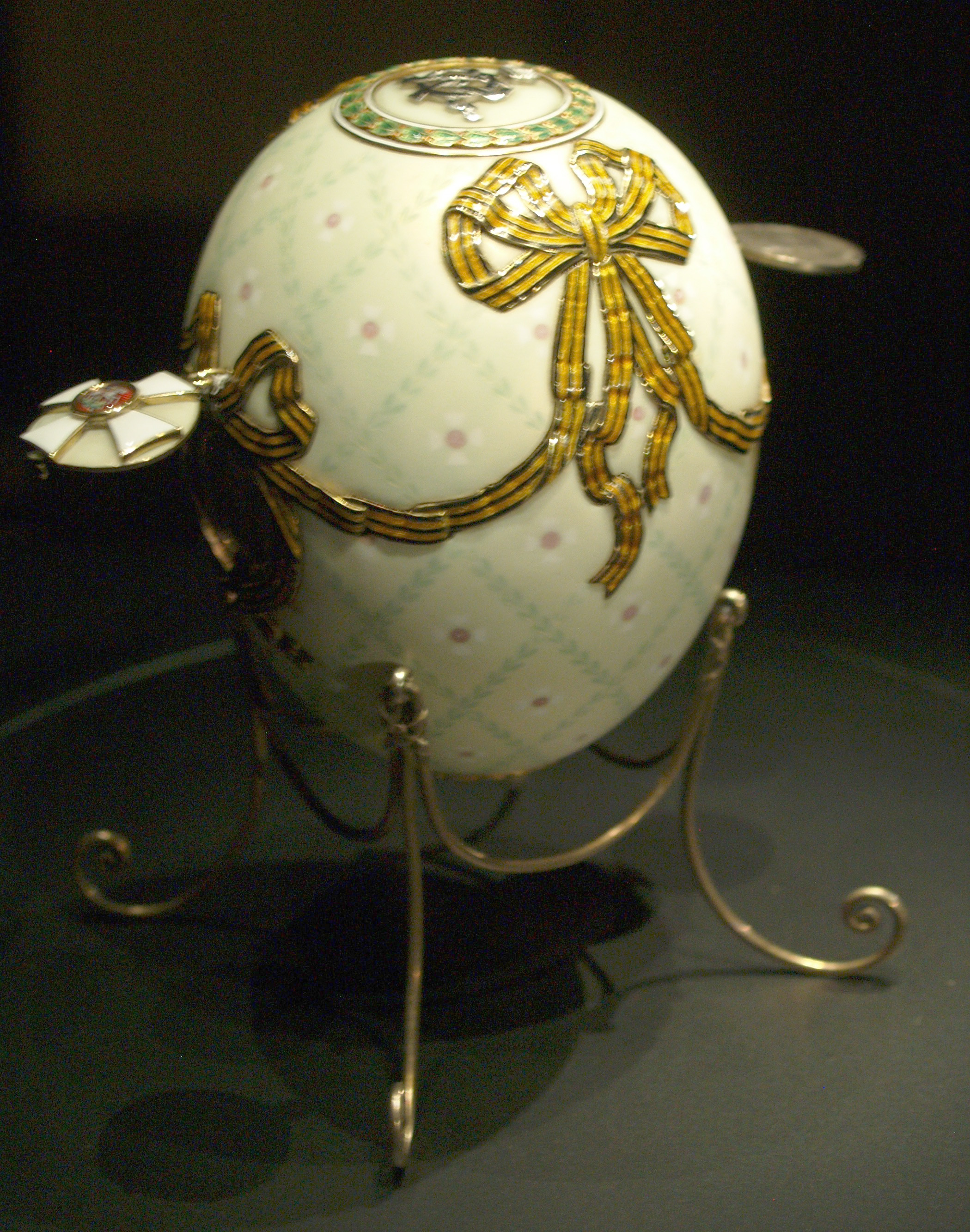
Œuf de l'Ordre de Saint-Georges.

## Liste des autres œufs de Fabergé
- Œuf à la poule de Kelch
- Œuf de Chantecler
- Œuf de la Duchesse de Marlborough
- Œuf de la Résurrection
- Œuf scandinave
- Œuf des Fleurs du Printemps

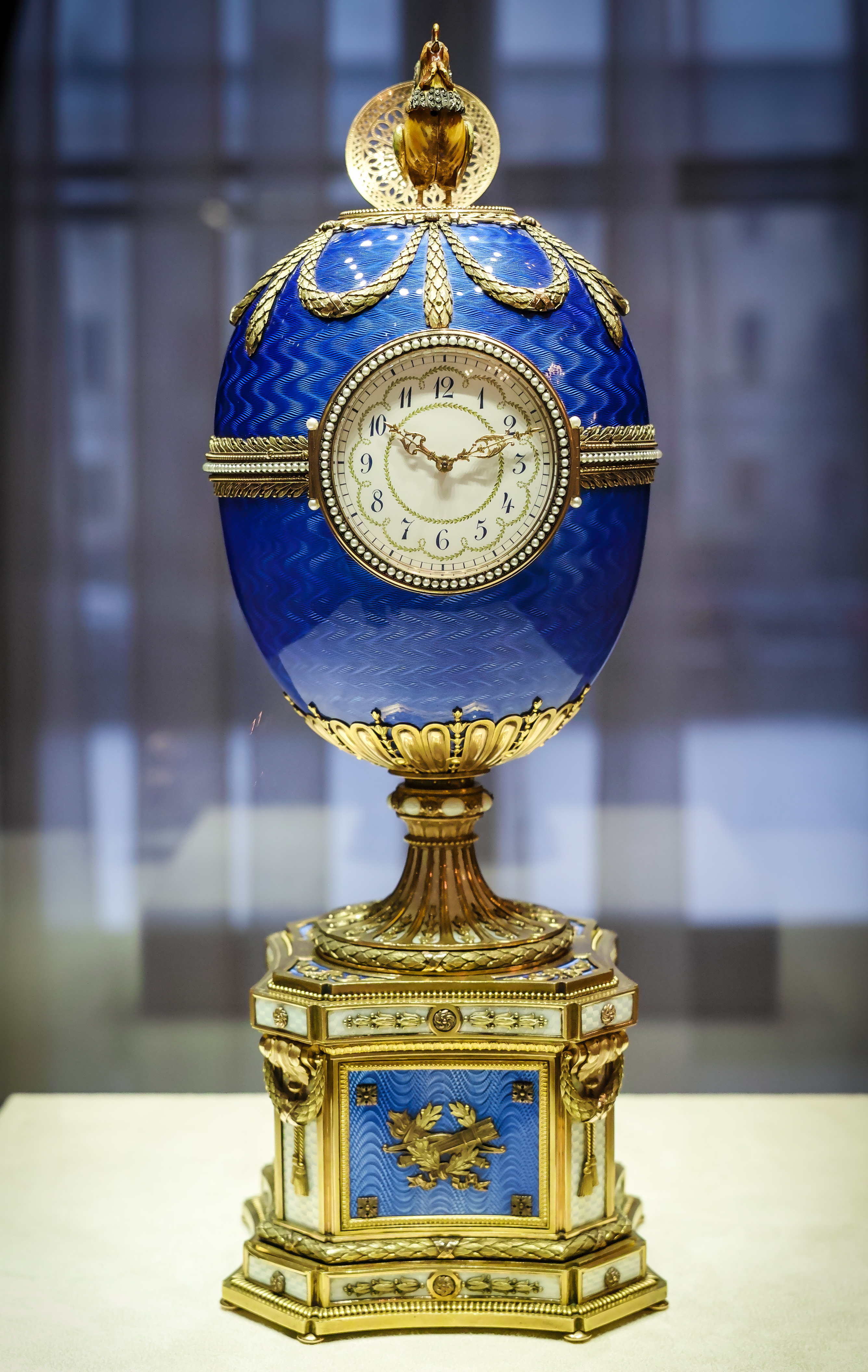
Œuf de Chantecler.
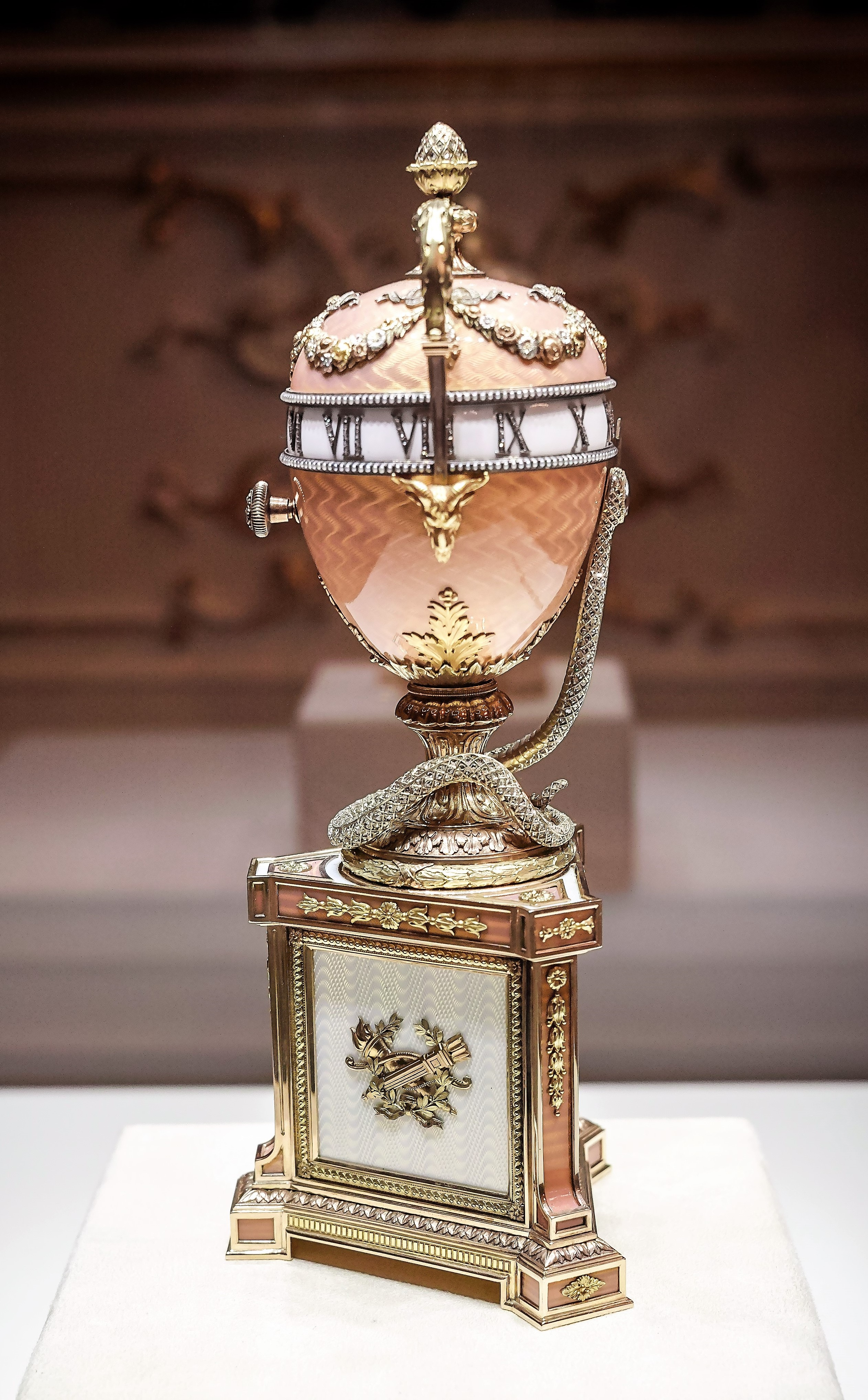
Œuf de la duchesse de Marlborough.
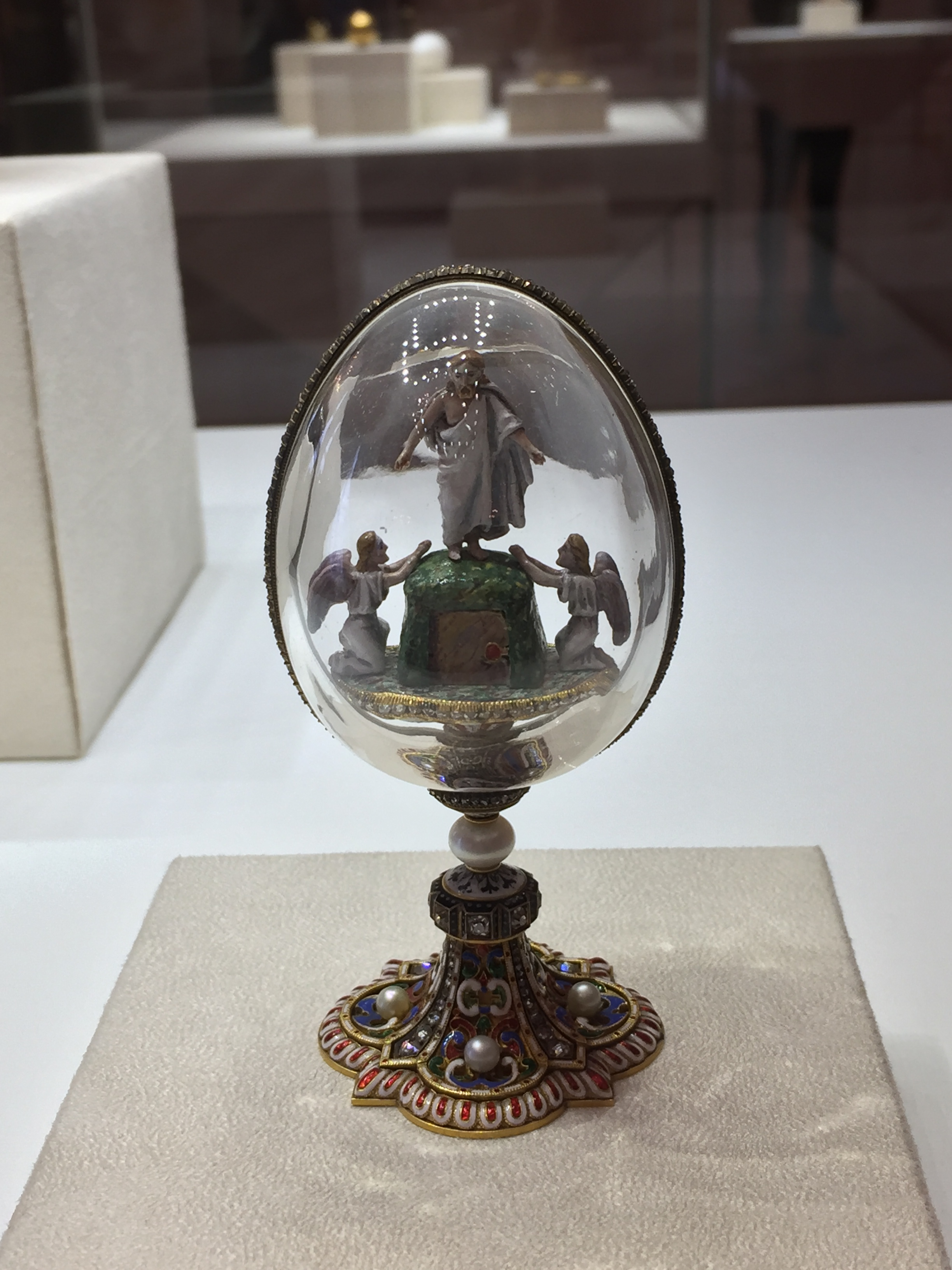
Œuf de la Résurrection.
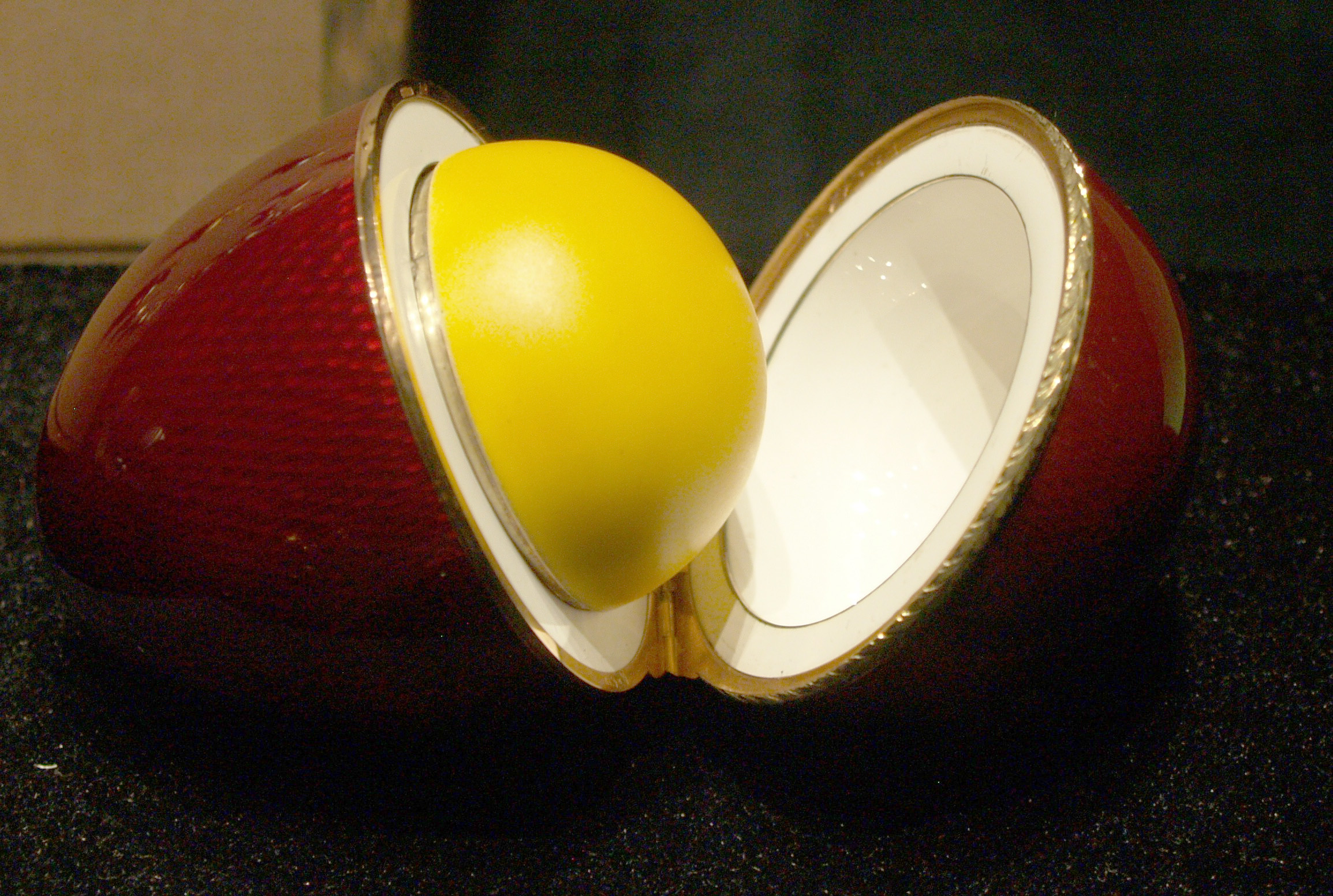
Œuf scandinave.